# Urska Zganec
Urska Zganec és una centrecampista de futbol internacional per Eslovènia. Ha jugat a les lligues d'Eslovènia, Itàlia i Àustria, i actualment juga al Olimpija Ljubljana.

## Trajectòria
| Temporades    | Club               | Títols |
| ------------- | ------------------ | ------ |
| 06/07 - 08/09 | ZNK Senozeti       |        |
| 09/10         | ZNK Jevnica        |        |
| 10/11 - 11/12 | Rudar Skale        |        |
| 12/13         | Calcio Chiasiellis |        |
| 13/14 - 15/16 | Sturm Graz         |        |
| 16/17 - act.  | Olimpija Ljubljana |        |